# Joris Voorn
Joris Voorn (* 25. Februar 1977 in Moergestel) ist ein niederländischer DJ, Musikproduzent und Remixer aus Schiedam vorwiegend in den Bereichen Tech House und Detroit Techno. Er produziert unter seinem bürgerlichen Namen und Aliases wie Dark Science und Third Nation.

## Leben
2002 erschienen seine ersten Maxis Muted Trax pt.1 and pt.2. 2003 erschien Lost Memories Pt. 1 auf Technasias Label Sino. 2004 schaffte Voorn den Durchbruch mit seinem Album Future History. 2005 gründete er zusammen mit Edwin Oosterwal das Label Green, auf dem neben Produktionen von Künstlern wie beispielsweise Sebastian Mullaert auch zwei seiner Alben erschienen sind. Im selben Jahr erschien seine erste Mix-Compilation unter dem Namen Fuse, eines bekannten Techno-Clubs in Belgien: Fuse presents Joris Voorn. Sein Track The Deep erschien unter anderem auf Sven Väths Mix-Compilation The Sound Of The Eighth Season. Die Mix-Compilation Balance014, die Samples aus insgesamt 102 Tracks und Sound-Schnipseln beinhaltet, wurde bei Resident Advisors RA Poll: Top 20 compilations of 2009 auf Platz 4 gewählt. Auch bei späteren Mix-Compilations wie beispielsweise #GU43 nutzte er technische Hilfsmittel, um größere Veränderungsmöglichkeiten der Musik zu erweitern, als es beim bloßen Ineinandermischen einzelner Platten möglich ist. Zudem erreichte er Platz 10 beim RA Poll: Top DJs of 2009. Daneben produzierte er zahlreiche Remixe für verschiedene Künstler und Plattenfirmen.

## Diskografie (Auswahl)

### Alben
- 2004: Future History (Sino)
- 2007: From a Deep Place (Green)
- 2014: Nobody Knows (Green)
- 2019: Four (Green)

### Mix-Kompilationen
- 2005: Fuse Presents Joris Voorn (Music Man Records / Minimaxima)
- 2009: Balance 014 (EQ Recordings)
- 2010: The Sound of Sundays at Space Ibiza (Mixmag)
- 2012: Cocoon Heroes (Mixed By Joris Voorn And Cassy)
- 2015: Fabric 83
- 2020: Rotterdam (#GU43)

### Singles
- 2002: Muted Trax Part 1 (Keynote)
- 2003: The Way Things Appear.. (Wolfskuil Records)
- 2003: Lost Memories Pt. 1 (Sino)
- 2004: Lost Memories Pt. 2 (Sino)
- 2006: Coming from the Shower After a Late Night with a Failed Date (Green)
- 2008: Fwd: From a Deep Place (Green)
- 2010: The Secret (Cocoon Recordings)
- 2012: Goodbye Fly (Room 6)
- 2012: Spank the Maid (Room 6)

### Remixe
- Arthur Baker feat. Jimmy Somerville – I Believe in Love
- Lykke Li – No Rest for the Wicked
- Samuel L. Session – Can You Relate
- Slam – Ghost
- Steve Bug – Swallowed Too Much Bass
- Robert Babicz – Dark Flower
- Nalin & Kane – Beachball
- Swedish House Mafia – Don't You Worry Child
- Goldfrapp – Believer
- Hot Chip – One Life Stand (Joris Voorn Dusty Flower Remix)
- Moby – After The After (Joris Voorn Edit)
- Lana Del Rey – Video Games (Joris Voorn Edit)
- Paul Kalkbrenner – Jestrüpp (Joris Vorn Remix)
- Eelke Kleijn – Transmission (Joris Vorn Remix) (NL: Gold)[4]